# ラマノン
ラマノン(Lamanon)は、フランスのプロヴァンス＝アルプ＝コート・ダジュール地域圏ブーシュ＝デュ＝ローヌ県の都市。

## 地理

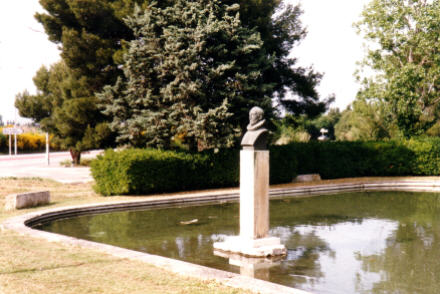
市内にあるクラポンヌ運河の貯水池とアダン・ド・クラポンヌの胸像

クラポンヌ運河のほぼ分岐点といえる位置にある。

## 観光

### プロヴァンスの巨人
ラマノンには「プロヴァンスの巨人(Géant de Provence)」と称されるプラタナスの巨木が存在する。16世紀頃に植樹されたというが正確な起源は不明である。ただし、しばしば、シャルル9世とともにフランス大巡幸を行っていたカトリーヌ・ド・メディシスが、サロン＝ド＝プロヴァンスに赴く途上で植樹したといわれることがある。
この大樹は現在は私有であるが、その巨大さに驚嘆しようと訪れる観光客は後を絶たない。

### カレスの洞穴住居群
ラマノンには中世期まで人が住んでいたカレスの洞窟群(les Grottes de Calès)があり、この周辺は散策コース「カレスの小道(Les Centiers de Calès)」が整備されている。コースにはサン＝ドニ礼拝堂(la Chapelle Saint-Denis)やサン＝ドニの水源(Source Saint-Denis)が含まれている。

## 人口統計
| 1962年 | 1968年 | 1975年 | 1982年 | 1990年 | 1999年 | 2006年 | 2015年 |
| ------ | ------ | ------ | ------ | ------ | ------ | ------ | ------ |
| 708    | 735    | 1025   | 1377   | 1487   | 1712   | 1735   | 2031   |

参照元:1962年から1999年までは複数コミューンに住所登録をする者の重複分を除いたもの。それ以降は当該コミューンの人口統計によるもの。1999年までEHESS/Cassini、2006年以降INSEE

## 参照
1. ↑  http://cassini.ehess.fr/cassini/fr/html/fiche.php?select_resultat=571
2. ↑  https://www.insee.fr/fr/statistiques/3293086?geo=COM-13049
3. ↑  http://www.insee.fr